# Dentiporella saldanhai
Dentiporella saldanhai är en mossdjursart som beskrevs av Souto, Reverter-Gil och Fernández-Pulpeiro 20. Dentiporella saldanhai ingår i släktet Dentiporella och familjen Phidoloporidae. Inga underarter finns listade i Catalogue of Life.